# Пескопенатаро
Пескопенатаро (итал. Pescopennataro) је насеље у Италији у округу Изернија, региону Молизе.
Према процени из 2011. у насељу је живело 281 становника. Насеље се налази на надморској висини од 1209 м.

## Становништво
| 1931. | 1936. | 1951. | 1961. | 1971. | 1981. | 1991. | 2001. | 2011. |
| ----- | ----- | ----- | ----- | ----- | ----- | ----- | ----- | ----- |
| 974   | 940   | 837   | 816   | 749   | 608   | 502   | 387   | 300   |